# Georg Hofmann (Heimatforscher)
Georg Hofmann (* 28. Januar 1895 in Kirchenbuch/Burglengenfeld; † 14. November 1966 in Schönau bei Viechtach) war ein deutscher katholischer Geistlicher und Heimatforscher. Fast vierzig Jahre lang wirkte er in Schönau als Expositus. Zudem war er als Kreisheimatpfleger des Landkreises Viechtach tätig.

## Leben
Hofmann wurde als Sohn des Bauern Josef Hofmann und dessen Ehefrau Katharina, geb. Buger, geboren. Am Tag nach seiner Geburt wurde er in der Expositurkirche in Kirchenbuch katholisch getauft. Nach der Volksschule besuchte er von 1906 an das Gymnasium in Metten, das er 1915 mit dem Abitur abschloss. Er wechselte zunächst in das Priesterseminar St. Jakob in Regensburg, wurde jedoch schon im November 1915 während der Kampfhandlungen des Ersten Weltkriegs zum Militärdienst eingezogen, aus dem er erst im Januar 1919 zurückkehrte. Nach dreijähriger Priesterausbildung wurde er am 29. Juni 1922 im Regensburger Dom zum Priester geweiht. Seine erste Stelle trat er im Juli desselben Jahres als Kooperator in Hohenfels an. Von Januar 1925 an war er als Kooperator drei Jahre in Perkam tätig. Dann erzwang eine schwere Krankheit eine Pause. Nach seiner Genesung bekleidete er in kurzer Folge die Stellen des Kooperators in Bad Abbach und des Pfarrprovisors in Appertshofen, Hausen und Martinsbuch. Schließlich wurde er im Februar 1929 als Expositus nach Schönau berufen, wo er über 37 Jahre lang wirkte. Nachdem Hofmann infolge einer schweren Krankheit von 1944 an behindert war, starb er nach schwerem Leiden am 14. November 1966 im Alter von 71 Jahren und wurde drei Tage später auf dem Friedhof von Schönau beigesetzt.

## Wissenschaftliche Arbeit
Neben seiner seelsorgerischen Tätigkeit widmete sich Hofmann der heimatkundlichen Erforschung seiner näheren Heimat. In zahlreichen Sonderdrucken oder als Aufsätze erschienen Arbeiten, in denen er sich mit der kirchlichen und weltlichen Geschichte des oberen Bayerischen Waldes auseinandersetzte. Zu seinen wichtigsten heimatkundlichen Schriften zählen die Erforschung der 600-jährigen Wallfahrt nach Schönau, die Darstellung der kirchen- und baugeschichtlichen Entwicklung der Stadtpfarrkirche St. Augustinus in Viechtach sowie seine Abhandlung über das Rittergeschlecht der Nußberger. 
Für die katholische Kirche ordnete und registrierte er im Dekanat Viechtach alle Pfarrarchive, wofür er als Dank 1962 zum Ehrenkapitular ernannt wurde. Lange Jahre diente er im Landkreis Viechtach als Kreisheimatpfleger und Leiter des Kreisarchivs. In dieser Funktion entstand eine Chronik der Stadt Viechtach. Anlässlich der Übergabe des neuen Gebäudes des Amtsgerichts Viechtach am 7. Februar 1961 verfasste er eine umfangreiche Zusammenstellung über das Gerichtswesen in der Stadt. Als Kreisheimatpfleger war er Mitglied des Bayerischen Wald-Vereins und war dort im Kultur- und Presseausschuss unter anderem für die Veröffentlichung der Zeitschrift Der Bayerwald verantwortlich, in der er selbst sieben Beiträge publizierte. Zudem erwarb Hofmann sich als Familien- und Sippenforscher einen Ruf, der weit über seinen dienstlichen Wirkungsbereich hinausreichte.

## Das Wappen des Landkreises Viechtach
Als Anfang der 1960er Jahre für den Landkreis Viechtach ein Wappen gestaltet werden sollte, stellte Hofmann dem Entwurf der Generaldirektion der Staatlichen Archive Bayerns einen eigenen Vorschlag entgegen. Hofmann nahm hierbei in verschiedenen Motiven Bezug auf die Geschichte des Viechtreichs. Aus dem Wappen der namengebenden Stadt Viechtach übernahm er die Fichte. Zur Unterscheidung vom Stadtwappen setzte er sie auf einen Dreiberg. Er ist dem Wappen des Klosters Niederaltaich entnommen, das insbesondere im Zellertal die geschichtliche Entwicklung maßgeblich beeinflusste. Das Wahrzeichen des Landkreises, der Pfahl, wird durch einen heraldischen Pfahl versinnbildlicht, hier ausgeführt als bayerisches Rautenmuster. Schließlich befindet sich vorne im Wappen ein zinngekrönter Burgturm, der auf die zahlreichen Burgen rund um Viechtach hinweist. Die Kolorierung in den Farben Silber, Blau, Weiß und Rot nimmt Bezug auf das Adelsgeschlecht der Degenberger.
Der Viechtacher Kreistag entschied sich am 10. April 1961 für den Entwurf Hofmanns, der schließlich am 13. September 1961 vom Bayerischen Staatsministerium des Inneren genehmigt wurde.

## Werke
- 600 Jahre Kirche und Wallfahrt zum Heiligen Blut Christi in Schönau. Viechtach 1951
- Stadtpfarrkirche Viechtach. Viechtach 1956
- Baugeschichte der Pfarrkirche Viechtach/Ndb. In: Ostbayerische Grenzmarken. Passauer Jahrbuch für Geschichte, Kunst und Volkskunde, Jahrgang 6/1961
- Die Nußberger. Ein Rittergeschlecht des Bayerwaldes. In: 56. Jahresbericht des Historischen Vereins für Straubing und Umgebung.

Beiträge in Der Bayerwald
- Der Bayerweg. In: Der Bayerwald, Jg. 1950, S. 63–69
- Die Entstehung einer Wallfahrt. In: Der Bayerwald, Jg. 1951, S. 160–162
- Schönau. In: Der Bayerwald, Jg. 1953, S. 58–60
- Arnbruck im Zellertal. In: Der Bayerwald, Jg. 1954, S. 40–43
- Streit um eine Wolfshaut. In: Der Bayerwald, Jg. 1956, S. 19–20
- Das Bauernhaus im Mittleren Bayerischen Wald. In: Der Bayerwald, Jg. 1957, S. 55–57
- Der Mühlhiasl. In: Der Bayerwald, Jg. 1957, S. 87–89